# Шермейка (село)
Шермейка — село в Бардымском районе Пермского края на одноимённой реке. Административный центр Шермейского сельского поселения.
Находится примерно в 17 км к северо-востоку от центра села Барда.

## История
Земля, на которой основано село, принадлежала башкирам и находилось на территории Башкирии (Башкортостан (исторический)). Владели этой землей башкиры Гаининской волости Осинской дороги. В 1758 году А. И. Глебов озвучил императрице Елизавете Петровне пожелание башкир Гаинской волости Осинской дороги, во главе с Туктамышем Ижбулатовым, построить завод в Башкирии. Данное предложение было принято императрицей с конечной целью выкупа башкирских земель, переселением туда крепостных крестьян и уничтожение обязательности грамоты 1557 года (грамота царя Ивана Грозного, данная владетельному колену уфимских башкир Гаинской волости Осинской дороги со всеми вотчинными правами на уральские земли). Указом от 7 июня 1759 года на русском и башкирском языке права на землю были закреплены за Глебовым. Отмежевание было начато от реки Шермяики Уфимского уезда по 50 верст в 4 стороны, таким образом появилась «Шермяитская дача», на которой началось строительство медеплавильного завода.

## Население
По результатам переписи 2010 года численность населения составила 253 человека, в том числе 123 мужчины и 130 женщин.
В 2005 году численность населения составляла 271 человек.
Ранее численность населения составляла: 688 человек (1869 год), 884 человека (1926 год).

### Известные люди
Здесь родился Ванюков, Геннадий Иванович — Герой Социалистического Труда.